# Košířský hřbitov (Kotlářka)
Košířský hřbitov se nachází v Praze v městské čtvrti Košíře, v ulici Pod Kotlářkou 7, u hranice s Motolem. Obcí Košíře byl založen roku 1876 jako náhrada za hřbitov u kostela Nanebevzetí Panny Marie na Klamovce na Podbělohorské ulici. Ten byl přestavěn roku 1752 a až do vzniku nového hřbitova pod Kotlářkou se pohřbívalo na Malostranském hřbitově.
Rozloha hřbitova je 2,75 ha. K roku 2001 bylo na hřbitově 3310 pohřbívacích míst, z toho 33 hrobek, 2228 hrobů a 761 hrobů urnových. V místě je kolumbárium. V severozápadním okraji se nachází hřbitovní kaple a u ní louka rozptylu. Hřbitov je na stráni, která se svažuje severním směrem. Vchod je ze severu z ulice Pod Kotlářkou. Košířský hřbitov spravuje příspěvková organizace Hřbitovy a pohřební služby hl. m. Prahy, Hřbitovní správa Malvazinky a Bubeneč.

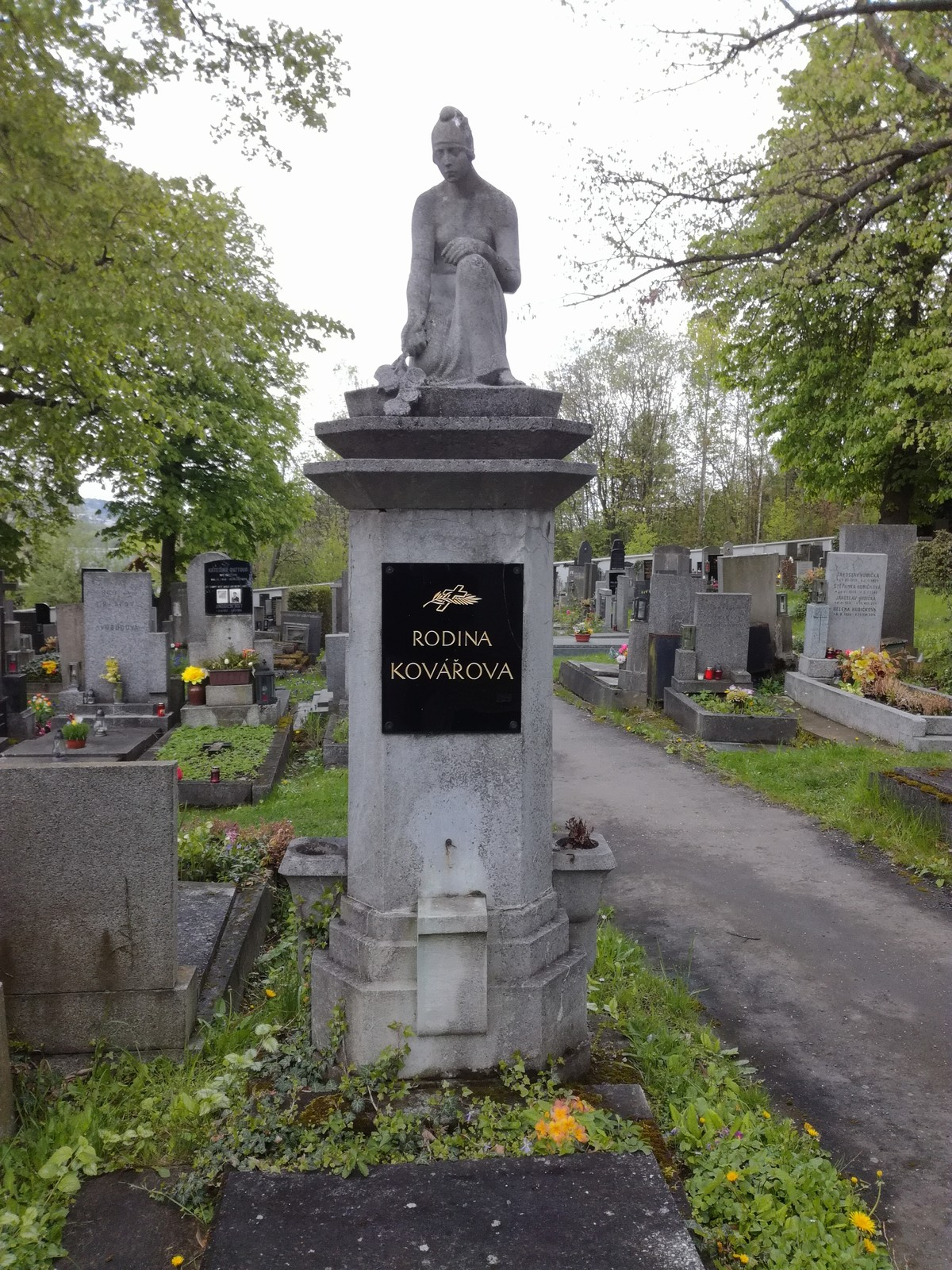
Původní nápis na hrobu Vojtěcha Kováře byl překryt

Na hřbitově je pohřben spisovatel Jan Procházka, starosta Košíř Matěj Hlaváček, František Barvitius, technický ředitel a hlavní konstruktér továrny Walter a také Vojtěch Kovář, popravený za účast v Rumburské vzpouře.